# IMac Pro
De iMac Pro was een alles-in-één-desktopcomputer van Apple die op 14 december 2017 werd uitgebracht. Op 5 maart 2021 werd bekend dat Apple de productie heeft stopgezet.

## Overzicht
De iMac Pro bevat opties voor een Xeon-processor met 8, 10, 14 of 18 kernen, een 5K-scherm, ECC-werkgeheugen en 10 Gigabit Ethernet. Er is een geïntegreerde T2-chip voor de opslag van beveiligde sleutels en een afgeschermd opstartproces. Vanaf 19 maart 2019 werd het ook mogelijk om de computer uit te breiden met 256GB werkgeheugen en een Vega 64X grafische processor.
Qua uiterlijk leent de iMac Pro het ontwerp van de 27-inch iMac, maar is uitsluitend verkrijgbaar in de kleur donkergrijs (spacegrijs). Ook bijbehorende randapparatuur wordt in deze kleur geleverd. Intern verschilt de iMac Pro sterk van een gewone iMac. Onder andere door een koelsysteem met een grotere capaciteit.
Op 5 maart 2021 bleek Apple de optie om de iMac Pro op maat te configureren te hebben verwijderd uit de webwinkel. Ook werd aangegeven dat de computer beschikbaar is zolang de voorraad strekt. Apple verwijst geïnteresseerden naar de reguliere iMac modellen of de Mac Pro.

## Technische specificaties
- Modelnummer: A1862 (iMacPro1,1)
- Beeldscherm: 27 inch (68 cm), 5120×2880 pixels, 60 hertz, led-achtergrondverlichting met IPS-technologie en 500 nits helderheid
- Processor: Intel Xeon-processor met 8, 10, 14 of 18 kernen
- Geheugen: 32, 64, 128 of 256 GB DDR4 SDRAM
- Grafische processor: AMD Radeon Pro Vega 56, Vega 64 of Vega 64X, tot 16 GB VRAM
- Opslag: 1, 2 of 4 TB PCIe-gebaseerde SSD
- Communicatie: Wifi 5, 10Gb ethernet, Bluetooth 5.0
- Camera: 1080p, 2 megapixels
- Aansluitingen: 4x USB3.0, SDXC-sleuf, 4x Thunderbolt 3 (met HDMI-, DVI- en VGA-uitvoer)
- Afmetingen: 51,6cm × 65cm × 20,3cm (h×b×d)
- Gewicht: 9,7 kg